# Thymus hyemalis
Thymus hyemalis — вид рослин родини глухокропивові (Lamiaceae), ендемік Іспанії.

## Опис

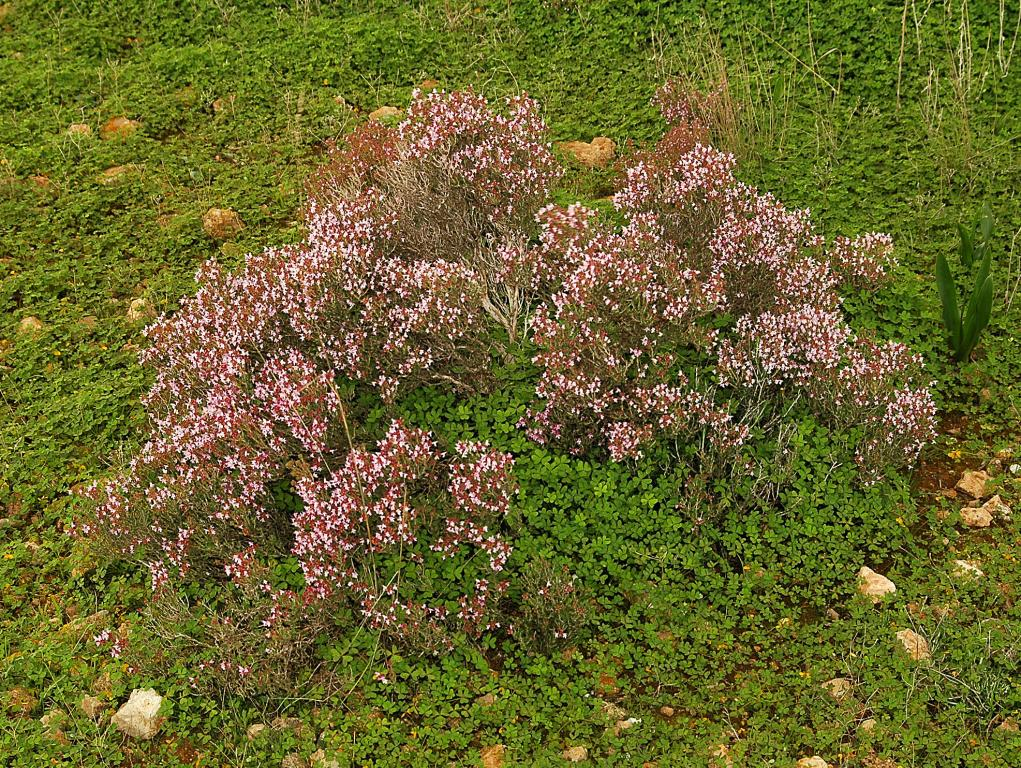

Подібний до T. vulgaris, але листки завдовжки 3–5 × 0.5–1 мм, від гладкуватих до запушених, війчасті на основі. Квіти до 7 мм завдовжки, рожево-пурпурові із забарвленими чашечками.

## Поширення
Ендемік пд.-сх. Іспанії.